# Siergiej Siedukiewicz
Siergiej Jewstafjewicz Siedukiewicz (ros. Сергей Евстафьевич Седукевич, ur. 14 września 1918 w Kaszyrze, zm. 15 grudnia 2001 tamże) – radziecki wojskowy, major, Bohater Związku Radzieckiego (1945).

## Życiorys
Pracował jako ślusarz w fabryce tekstylnej, od września 1938 służył w Armii Czerwonej, w 1939 w stopniu młodszego sierżanta służył w oddziale pogranicznym NKWD Białoruskiego Specjalnego Okręgu Wojskowego. We wrześniu 1939 uczestniczył w agresji ZSRR na Polskę, od stycznia 1942 brał udział w wojnie z Niemcami, walczył na Froncie Południowo-Zachodnim, Stalingradzkim, Południowym, 3 i 4 Ukraińskim i 1 Białoruskim. 18 lutego 1942 został ciężko ranny pod Charkowem. Od 1943 należał do WKP(b). 31 stycznia jako dowódca baterii artylerii 902 pułku piechoty 248 Dywizji Piechoty 5 Armii Uderzeniowej 1 Frontu Białoruskiego w stopniu kapitana 1945 przeprowadził oddział przez lód na zachodni brzeg Odry w rejonie Kostrzyna, 2 i 3 lutego 1945 wyróżnił się podczas walk o przyczółek, niszcząc 5 czołgów i odpierając kilka niemieckich kontrataków. Po wojnie kontynuował służbę w armii, w 1949 ukończył kursy doskonalenia kadry oficerskiej, w 1958 został przeniesiony do rezerwy w stopniu majora. Jego imieniem nazwano drużynę pionierską szkoły w Kaszyrze.

## Odznaczenia
- Złota Gwiazda Bohatera Związku Radzieckiego (24 marca 1945)
- Order Lenina (24 marca 1945)
- Order Wojny Ojczyźnianej I klasy (dwukrotnie)
- Order Czerwonej Gwiazdy (dwukrotnie)

I medale.